# Have You Heard The Word
«Have You Heard The Word» es una canción del grupo The Fut escrita por Steve Kipner y Steve Groves, y producida por Maurice Gibb miembro de los Bee Gees.
El sencillo fue lanzado en Inglaterra el 7 de marzo de 1970. Esta canción fue incluida en el álbum recopilatorio de los Bee Gees Maybe Someone Is Digging Underground: Songs of the Bee Gees
El sencillo no alcanzó ningún posicionamento en las listas, debido a las pocas copias hechas de este.
Es la única canción (junto con Futting, como lado B) grabada del grupo.

## Historia
Steve Kipner y Steve Groves, ambos procedentes de Australia, fueron contratados por Maurice Gibb para su nueva compañía de producción bajo el nombre de la banda Tin Tin, a principios de 1969. Maurice Gibb ya conocía a Steve Kipner, hijo de Nat Kipner, que había participado con los Bee Gees en su último álbum australiano, además que Steve grabó la canción de Gibb "Little Miss Rhythm and Blues" con su banda "Steve and the Board." 
Kipner y Groves escribieron una canción titulada Have You Heard The Word que intentaba ser grabada en su próxima sesión de grabación donde Maurice Gibb se encargaría de producirla. En la sesión de ensayo, en agosto de 1969 en el estudio I.B.C. en Londres, Maurice llevó a su (en ese tiempo) esposa, Lulu Kennedy y a su hermano Billy Laurie, los cuales traían consigo una botella de Johnnie Walker.
Los artistas se encontraban ebrios, debido al consumo del alcohol, lo que provocó que no pudieran tocar ningún instrumento.
Más tarde Gibb, Billy, Kipner y Groves agarron unos micrófonos y empezaron a cantar. La grabación se usaría después para terminar la canción. 
Solo hubo una toma de Have You heard The Word.
El sencillo no estaba pensado para salir a la venta, aun así, salió bajo la firma disquera Beacon, catalogado como BEA 160.

## Bootlegs de The Beatles e intento de registro
La canción ha salido en numerosos bootlegs como composición del grupo británico The Beatles. Muchas otras veces se le otorga el crédito de ser parte de la canción Carnival Of Light , tema que aun continua sin salir a la venta, ni siquiera en este tipo de recopilaciones.
Yoko Ono, intento registrar la canción como una composición de John Lennon en el año de 1985, bajo la firma musical Lenono Music